# Auslandsstudio
Als Auslandsstudio bezeichnet man ein Studio (Fernseh- und/oder Hörfunkstudio) zur Berichterstattung eines Journalisten für einen Rundfunkveranstalter (Fernseh- oder Hörfunksender). Mehrere Auslandsstudios bilden ein Korrespondentennetzwerk.
Auslandsstudios gewährleisten eine aktuelle, journalistisch fundierte Berichterstattung über das Tagesgeschehen aus den Metropolen der Welt, aber auch über das vielfältige kulturelle Leben rund um den Globus.
Die Auslandstudios sind im Idealfall mit modernster digitaler Technik ausgestattet, um z. B. Hörfunkbeiträge oder Fernsehberichte herzustellen und ins Heimatland zu überspielen. Liveberichterstattung gehört zur täglichen Arbeit. 
Zwecks Liveberichterstattung sind einige der weltweit eingesetzten Korrespondenten auch mit Satellitentelefonen ausgerüstet, um sogar aus den abgelegensten Winkeln der Erde live auf Sendung gehen zu können. Die Fernsehteams bestehen in der Regel aus einem Kameramann, einem Techniker und einem Editor; des Weiteren gibt es Producer, die den Korrespondenten redaktionell unterstützen bzw. vertreten, sowie in so gut wie allen Ländern einheimische Freelancer – in der Branche als Stringer bezeichnet. Da die Berichtsgebiete zum Teil recht umfangreich und daher mit häufigen Reisen verbunden sind, stehen den Teams leichte, transportable Schnitteinheiten zur Verfügung, um vor Ort aktuelle Berichte produzieren zu können, die dann von den jeweiligen Fernsehstationen in den verschiedenen Ländern nach Deutschland überspielt werden.
Die Arbeitsbelastung der Mitarbeiter in den Auslandsstudios ist durch rund um die Uhr bestehende Berichterstattung erheblich. Auslandskorrespondenten arbeiten in der Regel zwischen drei und fünf Jahren in ihrer Wahlheimat und kehren anschließend in ihre Heimatredaktion zurück, um die gewonnene Erfahrung und Kompetenz in die tägliche redaktionelle Arbeit einzubringen. 
CNN betreibt insgesamt 47 Auslandstudios, die ARD beispielsweise 31.

## ZDF-Auslandsstudios

### Europa
- Brüssel (Benelux)
- Istanbul (Türkei, Iran, Afghanistan)
- Kiel (Skandinavien)
- London (alle Commonwealth-Mitgliedstaaten (inkl. der britischen Überseegebiete) außer die im Weiteren explizit genannten)
- Moskau (Russische Föderation, GUS, Ukraine)
- Paris (Frankreich inkl. Überseegebiete, Spanien, Portugal und der Maghreb (ohne Libyen))
- Rom (Italien, San Marino, Vatikanstadt, Griechenland)
- Warschau (Polen und das Baltikum)
- Wien (Österreich, Tschechien, Slowakei und Südosteuropa)

### Nord- und Südamerika
- New York City (UN, Großraum und Bundesstaat New York, Kanada)
- Rio de Janeiro (Südamerika)
- Washington, D.C. (Rest-Nordamerika, Mittelamerika)

### Asien
- Peking (China, Taiwan, Mongolei, Korea, Japan, Philippinen und Mikronesien)
- Singapur (Singapur, Vietnam, Indonesien, Malaysia, Pakistan, Indien, Australien)
- Tel Aviv-Jaffa (Israel inkl. Palästinensergebiete, Zypern)

### Afrika
- Johannesburg (Südafrika, Lesotho, Eswatini, Namibia, Botswana, Simbabwe, Angola, Sambia, Malawi, Mosambik, Madagaskar, Mauritius)
- Kairo (Ägypten, Libyen, Sudan; Libanon, Syrien, Jordanien, Irak; Kuwait, Saudi-Arabien, Jemen, Oman, VAE)
- Nairobi (Kenia, zentralafrikanischer Raum)

## RTL-Auslandsstudios
Die Nachrichten von RTL, n-tv, RTL II und VOX werden von der RTL-Tochter infoNetwork produziert. Sie betreibt eigene Auslandsvertretungen mit festen Korrespondenten in:
- New York (USA)
- Washington, D.C. (USA)
- Moskau (Russland)
- London (Großbritannien)
- Brüssel (Belgien)
- Jerusalem (Israel/Palästina)
- Peking (VR China)
- Paris (Frankreich)

Darüber hinaus berichten feste freie Journalisten aus:
- Los Angeles (USA)
- Rom (Italien)
- Istanbul (Türkei)
- Nairobi (Kenia)
- Bangkok (Thailand)
- Melbourne (Australien)[1]

## Sat.1-Auslandsstudios
Die ProSiebenSat.1 Media AG verfügt nur über wenige Auslandsstudios. Nur in Washington, D.C. (USA), Rom (Italien) und Jerusalem (Israel / Naher Osten) sind eigene Korrespondenten. Im Krisenfall werden TV-Teams aus Berlin entsandt um über die Situation zu berichten. In Interviews wird entweder auf freie Journalisten zurückgegriffen oder auf Korrespondenten der Tochtergesellschaft: Nachrichtenagentur ddp.

## CNN-Auslandsstudios

### Mittel- und Südamerika
- Bogotá, Kolumbien
- Santiago, Chile
- Havanna, Kuba
- Mexiko-Stadt, Mexiko
- Buenos Aires, Argentinien

### Europa
- London, England
- Berlin, Deutschland
- Madrid, Spanien
- Rom, Italien
- Moskau, Russland
- Istanbul, Türkei
- Paris, Frankreich

### Afrika und Naher Osten
- Beirut, Libanon
- Amman, Jordanien
- Jerusalem, Israel
- Bagdad, Irak
- Kabul, Afghanistan
- Kairo, Ägypten
- Nairobi, Kenia
- Lagos, Nigeria
- Johannesburg, Südafrika
- Dubai, VAE
- Abu Dhabi, VAE

### Asien
- Islamabad, Pakistan
- Neu-Delhi, Indien
- Bangkok, Thailand
- Peking, China
- Hongkong
- Jakarta, Indonesien
- Seoul, Südkorea
- Tokio, Japan
- Mumbai, Indien
- Chennai, Indien